# Lagoa de Itaenga
Lagoa de Itaenga es un municipio brasileño del estado de Pernambuco.

## Historia
La Ley Provincial 4966 del 20 de diciembre de 1963 crea el municipio de Lagoa de Itaenga, desglosado del municipio de Paudalho, teniendo como sede el distrito de mismo nombre, elevado a la categoría de ciudad.(Prensa Oficial, p. 325-326, 1963)
El nombre Lagoa de Itaenga tiene origen indígena, pues en la ciudad existía una laguna, una gran Piedra (Ita en la lengua tupí-guaraní) y una vegetación brava (Enga, también del tupí-guaraní), con eso juntaron la palabra Ita + Enga, formando, así, el nombre de la ciudad, Laguna de Itaenga.

## Turismo
La ciudad es conocida por su tradicional Fiesta de San Sebastián.
La fiesta del Jerico (Festa do Jerico) es otra atracción destacada, que atrae gente de todo el estado en el mes de septiembre, la fiesta es tradicional así como la fiesta del Padroeiro São Sebastião realizada el día 20 de enero.